# Rickard Levin-Andersson
Rickard Levin-Andersson (Alvhem, 24 de abril de 1991) es un deportista sueco que compite en tiro, en la modalidad de tiro al plato.
En los Juegos Europeos de Cracovia 2023 consiguió una medalla de bronce en la prueba de foso. Ganó una medalla de plata en el Campeonato Europeo de Tiro al Plato de 2022.

## Palmarés internacional
| Juegos Europeos    | Juegos Europeos    | Juegos Europeos   | Juegos Europeos |
| Año                | Lugar              | Medalla           | Prueba          |
| ------------------ | ------------------ | ----------------- | --------------- |
| 2023               | Cracovia (Polonia) | Medalla de bronce | Foso            |
| Campeonato Europeo |                    |                   |                 |
| Año                | Lugar              | Medalla           | Prueba          |
| 2022               | Lárnaca (Chipre)   | Medalla de plata  | Foso            |